# Jolene
Jolene – utwór napisany i nagrany przez Dolly Parton z albumu Jolene z roku 1974, wyprodukowany przez Boba Fergusona.

## Historia
„Jolene” opowiada historię gospodyni domowej, która musi zmierzyć się z piękną uwodzicielką, którą podejrzewa o romans z jej mężem. Utwór stał się drugim singlem Dolly Parton, który dotarł do pierwszego miejsca na listach przebojów muzyki country. W Wielkiej Brytanii jako singel dotarł do siódmego miejsca list przebojów.
Podobno inspiracją dla „Jolene” była ruda kasjerka pracująca w banku – Parton podejrzewała swojego męża o to, że o niej fantazjuje, ponieważ zaczął często chodzić do banku. Sama artystka zapewniała jednak wielokrotnie, że inspiracją dla utworu była mała, ruda dziewczynka, która po jednym z koncertów poprosiła artystkę o autograf i powiedziała, że ma na imię „Jolene”.

## Covery
Ze wszystkich coverów „Jolene”, najlepiej znana jest wersja zespołu The White Stripes, wydana na albumie koncertowym Under Blackpool Lights. W październiku 2004 wersja singlowa dotarła do szesnastego miejsca na brytyjskiej liście przebojów.
Lista utworów
1. „Jolene” (na żywo)
2. „Black Math” (na żywo) (tylko na wersji CD)
3. „Do” (na żywo) (tylko na płycie winylowej)

Swoje wersje „Jolene” wykonywali lub nagrywali również: Olivia Newton-John, Alison Krauss, Me First and the Gimme Gimmes, The Sisters of Mercy, Miss B. Haven, Darcy Clay, Natalie Merchant, Reba McEntire, Mindy Smith, Sherrie Austin, Susanna and the Magical Orchestra, Sophie Ellis-Bextor, Rhonda Vincent, Geraldine Fibbers, Lacrimosa, Queen Adreena, Strawberry Switchblade, One Dove, Alexander Veljanov, Leyla Foroohar, Elisabeth Andreassen, Miley Cyrus, Sara Loera oraz polska wokalistka Joanna Knitter (Jo&Lazy Fellow).
Kygo poddał piosenkę remixowi.